# Oliver Ellsworth Buckley
Oliver Ellsworth Buckley (Sloan, 8 de agosto de 1887 — Newark, 14 de dezembro de 1959) foi um engenheiro eletrônico estadunidense.
Conhecido por suas contribuições no campo da telefonia submarina.

## Biografia
Recebeu a Medalha Edison IEEE por "contribuições à ciência e arte que possibilitaram o telefone por cabo transatlântico: pela liderança sábia de um grande laboratório industrial; por relevantes serviços para o governo de seu país."
Buckley, juntamente com seus colegas da American Telephone & Telegraph H. D. Arnold e Gustav Elmen (o descobridor do permalloy), é responsável (ca. 1915) por um método de construção de cabo submarino usando fita adesiva de permalloy em torno dos condutores de cobre. Esta construção melhorou muito a performance dos cabos.
O Prêmio Oliver E. Buckley de Matéria Condensada é denominado em sua homenagem.